# AMA Scientific Achievement Award
Der AMA Scientific Achievement Award ist ein Medizinpreis der American Medical Association. Er wird sowohl an Mediziner vergeben, die Mitglieder der AMA sein müssen, als auch allgemein an Wissenschaftler, die bedeutende Beiträge zur Medizin leisteten. Der Preis ist mit einer Goldmedaille verbunden.

## Preisträger
- 1962 – Donald Van Slyke
- 1963 – John F. Enders
- 1964 – René J. Dubos
- 1965 – Edward C. Kendall
- 1966 – Wendell M. Stanley
- 1967 – Gregory Pincus
- 1968 – Arthur Kornberg
- 1969 – Philip Handler
- 1970 – Choh Hao Li
- 1971 – Robert B. Woodward
- 1972 – William Bennett Kouwenhoven
- 1973 – Edith Hinkley Quimby
- 1974 – Philip Abelson
- 1975 – Rosalyn Yalow
- 1976 – Harry Goldblatt
- 1977 – Helen B. Taussig
- 1978 – F. Mason Sones
- 1979 – Orvan W. Hess
- 1980 – Harold E. Kleinert
- 1981 – Hans von Leden
- 1982 – Willem J. Kolff
- 1983 – Maurice R. Hilleman
- 1984 – Maurice J. Jurkiewicz
- 1985 – Solomon H. Snyder
- 1986 – George Edward Burch
- 1987 – Norman E. Shumway
- 1988 – Harriet P. Dustan
- 1989 – John G. Morrison
- 1990 – Arthur C. Guyton
- 1991 – Henry Nicholas Wagner Junior
- 1992 – Byrl J. „B.J.“ Kennedy
- 1993 – Juan A. del Regato
- 1994 – William H. Beierwaltes
- 1995 – Carl R. Hartrampf Junior
- 1996 – Alfred B. Swanson
- 1997 – E. Harvey Estes
- 1998 – Charles S. Lieber
- 2000 – Tom Maniatis
- 2001 – Francis S. Collins
- 2002 – David Baltimore
- 2010 – David L. Chadwick
- 2021 – Christian P. Larsen[1]
- 2022 – Peter Hotez[2]